# Christopher Corey Smith
Christopher Corey Smith – amerykański aktor dubbingowy.

## Dubbingi[1]

### Filmy animowane
- Berserk Ogon Jidai-hen I: Hao no Tamago jako król Midlandu; Fullmetal Alchemist: The Sacred Star of Milos jako Peter Soyuz; Gekijōban Naruto: Daikōfun! Mikazukijima no animaru panikku dattebayo jako Ishidate; Pierwszy oddział: Moment prawdy jako garbaty mężczyzna; Sengoku Basara: The Last Party jako Mogami Yoshiaki; The Jungle Bunch: Back to the Ice Floe jako Bob; Klub Winx – tajemnica zaginionego królestwa jako Mike Sky i Wizgiz (2012)
- Alpha and Omega 2: A Howl-iday Adventure jako łotr, Marcel i Paddy; Berserk: Ougon Jidaihen II - Doldrey Kouryaku jako król Midlandu; Królowa Śniegu jako książę i Vegard; Winx Club: Magiczna przygoda jako Mike i Sky (2013)
- Alpha and Omega 3: The Great Wolf Games jako Marcel, Mooch i Paddy; Alpha and Omega 4: The Legend of the Saw-Toothed Cave jako Marcel i Paddy; Berserk: Ougon Jidaihen III - Kourin jako król Midlandu; The Jungle Bunch 2: The Great Treasure Quest jako Bob (2014)
- Alpha and Omega 5: Family Vacation jako Jethro, Marcel, Mooch, Paddy, Shakey (2015)
- Alpha and Omega 6: Dino Digs jako Jethro, Marcel i Paddy; Alpha and Omega 7: The Big Fureeze jako Marcel i Paddy; The Swan Princess: Princess Tomorrow, Pirate Today jako Runt (2016)
- Alpha and Omega 8: Journey to Bear Kingdom jako Claw, King Bear, Louis, Marcel i Paddy; Attack on Titan Part 2: Wings of Freedom jako Oruo Bozad; Boruto: Naruto the Movie jako Katasuke; Gantz:O jako Tasuharu Shimaki; Kumple z dżungli jako Bob; One Piece Film: Gold jako Spandam (2017)
- Gekijouban Nanatsu no Taizai: Tenkuu no Torawarebito jako Zoria; Lupin III: The Legend of the Gold of Babylon jako Marciano; The Swan Princess: A Royal Myztery jako Runt (2018)
- Anemone: Eureka Seven Hi-Evolution jako Oliver Braun (2020)
- Kidou Senshi Gundam: Cucuruz Doan no Shima jako Bright Noa (2022)
- Miraculum: Biedronka i Czarny Kot. Film jako Ton Dupain (2023)
- Baki Hanma VS Kengan Ashura jako Sen Hatsumi; Seishun buta yarō wa Ransel Girl no yume o minai jako ojciec Sakuty; Seishun buta yarō wa odekake Sister no yume o minai jako ojciec Sakuty; Tengen Toppa Gurren Lagann Movie: Gurren-hen jako Kittan Bachika; Tengen Toppa Gurren Lagann Movie: Lagann-hen jako Kittan Bachika (2024)

### Gry
- Spider-Man jako głos z microchipu, snajper i zakładnik (2000)
- X2: Wolverine's Revenge jako Apocalypse, olbrzym Mr. Sinister i żołnierze; Xenosaga Episode I: Der Wille zur Macht jako Kevin Winnicot (2003)
- World of Warcraft jako dalronn i Selin Fireheart (2004)
- God of War jako nieumarły wojownik; The Matrix: Path of Neo jako Agent Smith (2005)
- Happy Feet jako Memphis i Noah Starszy; Tales of the Abyss jako Peony; Valkyrie Profile 2: Silmeria jako Ehlen, Gerald, Guilm, Khanon i Mithra (2006)
- Warriors Orochi jako Nobunaga Oda; World of Warcraft: The Burning Crusade jako Salramm (2007)
- Mortal Kombat vs. DC Universe jako strażnik i Superman; Tales of Symphonia: Dawn of the New World jako Tenebrae; The Last Remnant jako Pagus; Warriors Orochi 2 jako Nobunaga Oda i Sun Wukong; World of Warcraft: Wrath of the Lich King jako Barean Westwind i Mal'Ganis (2008)
- Dissidia Final Fantasy jako The Emperor; Street Fighter Fighter IV jako Rufus (2009)
- Fist of the North Star: Ken's Rage jako Juda; Lunar: Silver Star Harmony jako Mel de Alkirk; Pinball FX 2 jako Bobby Drake i Professor X; Samurai Warriors 3 jako Nobunaga Oda; Sengoku Basara: Samurai Heroes jako Mogami Yoshiaki; Super Street Fighter IV jako Rufus; World of Warcraft: Cataclysm jako Razlo Crushcog (2010)
- Atelier Totori: The Adventurer of Arland jako Marc McBrine; Dissidia 012 Final Fantasy jako The Emperor; Dynasty Warriors 7 jako Yuan Shao; The Elder Scrolls V: Skyrim jako Adeber, kapitan Avidius, Brandish, Plautis Carvain, Duach, Ennis, Etienne Rarnis, Gloth, Hamelyn, Belyn Hlaalu, Leontius Salvius, Louis Letrush, Lokil, Molag Bal, Morokei, Nahkriin, Olaf Jedno-Oki, Omulag, Perth, Rondach, Salvianus, Telrav, Tynan i Weylin (2011)
- Dishonored jako kapitan Curnow; Lego Batman 2: DC Super Heroes jako Joker; Resident Evil 6 jako cywile; Skullgirls jako Adam, Albus, sędzia i Stanley; Street Fighter X Tekken jako Rufus (2012)
- Devil Summoner: Soul Hackers jako ojciec Luncha; Dynasty Warriors 8 jako Yuan Shao; Fire Emblem Awakening jako Robin i Yarne; Pac-Man and the Ghostly Adventures jako Betrayus i Dr. Buttocks (2013)
- Akiba's Trip: Undead & Undressed jako Zenya Amo; Lego Batman 3: Beyond Gotham jako Joker i Killer Moth; Pac-Man and the Ghostly Adventures 2 jako Betrayus; The Elder Scrolls Online jako Altmer, Khajit i Redgard Ultra Street Fighter IV jako Rufus (2014)
- Etrian Odyssey 2 Untold: The Fafnir Knight jako minister; Lego Dimensions jako Hal-9000 i Joker; Pillars of Eternity jako gracz (2015)
- Mafia III jako Tommy Marcano; Naruto Shippuden: Ultimate Ninja Storm 4 jako Katasuke; Star Ocean: Integrity and Faithlessness jako Emmerson T. Kenny; Street Fighter V jako G; Trillion: God of Destruction jako Erko i Mokujin (2016)
- Fire Emblem Echoes: Shadows of Valentia jako Slayde; Fire Emblem Heroes jako Laurent, Legion, Reinhardt, Seth i Yarne; Persona 5 jako Kunikazu Okumura (2017)
- Detective Pikachu jako Mewtwo; Dissidia Final Fantasy NT jako The Emperor; Mega Man 11 jako Acid Man i dyrektor; Valkyria Chronicles 4 jako Belgar (2018)
- Conception Plus: Maidens of the Twelve Stars jako Shangri-La; Fire Emblem: Three Houses jako Arundel i Thales; Pokémon Masters jako Kabu; The Legend of Heroes: Trails of Cold Steel III jako G. Schmidt; Vacation Simulator jako Coffee Bot i Photo Bot (2019)
- Deadly Premonition 2: A Blessing in Disguise jako Simon Jones; Persona 5 Royal jako Kunikazu Okumura; The Legend of Heroes: Trails of Cold Steel IV jako Matthew Crawford i G. Schmidt (2020)
- Phantasy Star Online 2 New Genesis jako Garoa (2021)
- Fire Emblem Warriors: Three Hopes jako Lord Arundel i Thales; Stranger of Paradise: Final Fantasy Origin jako The Emperor (2022)
- Detective Pikachu Returns jako Mewtwo; Naruto x Boruto Ultimate Ninja Storm Connections jako Katasuke Tono; The Legend of Heroes Trails Into Reverie jako Matthew Crawford, Alex Dudley, G. Schmidt i Zhang Hui (2023)
- Unicorn Overlord jako najemnicy (2024)

### Seriale animowane
- .hack//Liminality jako strażnik; Juuni Kokuki jako Saku Gyousou (2003)
- Gungrave jako Eddie Garllarde; One Piece jako Mouji, Spandam i Spandine; Tenchi Muyo! GXP jako Tenchi Masaki (2004)
- Mars Daybreak jako Focault; Naruto jako Shura; Overman King Gainer jako Kashmir Valle; Shin Getter Robo jako członkowie laboratorium; Soukyuu no Fafner: Dead Aggressor jako Yoji Hino (2005)
- Bleach jako Makoto Kibune, Wonderweiss Margera i Rojuro Otoribashi; Gun X Sword jako Dr. Denehee (2006)
- Flag jako Christian Beloqui (2007)
- Busō Renkin jako Saruwatari; Seirei no Moribito jako Mikado i Yun; Strait Jacket jako Falk; Tengen Toppa Gurren Lagann jako Kittan Bachika (2008)
- Monster jako Martin; Naruto: Shippūden jako Akaboshi, Gameru, Jinpachi Munashi, Ibiki Morino, Kandachi, Fuguki Suikazan i Yurui (2009)
- Kidou Senshi Gundam Unicorn jako Bright Noa; Scooby Doo i Brygada Detektywów jako Race Bannon i Bobo; Vampire Knight jako Kaien Cross (2010)
- Durarara!! jako Dennis i Kinnosuke Kuzuhara (2011)
- Blade jako Lucius Isaac; Fullmetal Alchemist: Brotherhood (OVA) jako Judeau; Monsuno jako Jon Ace i Bren; Persona 4: The Animation jako Daidara i Tanaka (2012)
- B-Daman Crossfire jako Axel Dracyan i Akira Saiga; Digimon Fusion jako Crabmon, Devidramon, Dobermon, Examon, Gigadramon, Goblimon, Grademon, Grandis Kuwagamon, Jijimon, Redmeramon, Slushangemon, Stingmon i Splashmon; Eureka Seven AO jako Yamaoka; High School DxD jako Horii i Riser Phenex; K jako Ren Goto i Ryuho Kamo; Mirai Nikki jako John Balks; Pokémon Origins jako Charizard; Sankarea jako Do'on Furuya; Toriko jako Aimaru (2013)
- Attack on Titan jako Oruo Bozad; Phineas and Ferb: Star Wars jako Blatto i Luke Skywalker; Jormungand jako Lehm Brick; Jormungand: Perfect Order jako Lehm Brick; WWE Slam City jako Kane, Brock Lesnar i Sheamus (2014)
- Attack on Titan: Junior High jako Oruo Bozad; Durarara!! x2 jako Dennis i Kinnosuke Kuzuhara; Kidou Senshi Gundam: The Origin jako Bright Noa; Marvel Disk Wars: The Avengers jako Clint Barton i Okuma Jubei; Popples jako Coach Loudly; Yo-kai Watch jako Aaron Adams (2015)
- Cyborg 009 vs Devilman jako Ryo Asuka; Kumple z dżungli - na ratunek jako Bob; Kuromukuro jaku Fusunani i Zelleager Myundef Vishrai; Hunter × Hunter jako Kite; One-Punch Man jako król Nieba (2016)
- Anohana: The Flower We Saw That Day jako Manabu Honma; Berserk jako król Midlandu; Freedom Fighters: The Ray jako Donald; Lupin III Part IV: The Italian Adventure jako Tony Belcastro i Roberto Gotti; Mirai Nikki (OVA) jako John Balks; The Dragon Dentist jako Sotatsu Iemura; Zak Storm: Super Pirate jako Crogar (2017)
- Beyblade Burst Turbo jako dyrektor Shinoda i ochroniarz; Boruto: Naruto Next Generations jako Gongoro Kamakura, Kurobane, Ibiki Morino, Katasuke Tono i Uo; Devilman Crybaby jako Noel Makimura; Diamond Is Unbreakable jako bankier, mnich i właściciel sklepu; Hero Mask jako Robert Walter; High School DxD Hero jako Riser Phenex; Kujira no Kora wa Sajou ni Utau jako Atsali; Megalobox jako Koichi Mizuhara; Saint Seiya: The Lost Canvas jako Scorpio Kardia i Oneiros; Shinmai Maou no Testament Burst jako Rasmus; Tokyo Ghoul:re jako Noroi (2018)
- Ingress jako Hank Johnson; Kengan Ashura jako Korinmaru Ajiro, Muteba Gizenga, Sen Hatsumi, Futoshi Hosome, Hollis Kure, Mitsuyo Kureishi i Kaolan Wongsawat; Kimetsu no Yaiba jako Hantengu; One Piece jako Spandam; Tate no yūsha no nariagari jako Biscas T. Balmus (2019)
- Dorohedoro jako indyk; Marvel Future Avengers jako Clint Barton; Persona 5: The Animation jako Kunikazu Okumura (2020)
- Baki Hanma jako Terada; Sakugan jako Gagumber (2021)
- Blue Period jako Goto; Kotarou wa Hitorigurashi jako Ohba i ojciec Hidego; Attack on Titan (OVA) jako Oruo Bozad (2022)
- Kengan Ashura jako Sen Hatsumi i Hollis Kure; Kenshin jako Nenji Kashiwazaki (2023)
- Nanatsu no Taizai: Mokushiroku no Yonkishi jako Ardbeg (2024)

## Życie prywatne
29 kwietnia 2022 roku wziął ślub z aktorką Cindy Robinson.